# Episodi di La tata e il professore (seconda stagione)
La seconda stagione della serie televisiva La tata e il professore è stata trasmessa in anteprima negli Stati Uniti d'America dalla ABC tra il 25 settembre 1970 e il 26 marzo 1971.
| nº | Titolo originale                       | Titolo italiano | Prima TV USA      | Prima TV Italia |
| -- | -------------------------------------- | --------------- | ----------------- | --------------- |
| 1  | The Human Element                      |                 | 25 settembre 1970 |                 |
| 2  | The Haunted House                      |                 | 2 ottobre 1970    |                 |
| 3  | Star Bright                            |                 | 9 ottobre 1970    |                 |
| 4  | E.S. Putt                              |                 | 16 ottobre 1970   |                 |
| 5  | Back to Nature                         |                 | 23 ottobre 1970   |                 |
| 6  | A Letter for Nanny                     |                 | 30 ottobre 1970   |                 |
| 7  | The Great Broadcast of 1936            |                 | 6 novembre 1970   |                 |
| 8  | The Masculine-Feminine Mystique        |                 | 13 novembre 1970  |                 |
| 9  | The India Queen                        |                 | 20 novembre 1970  |                 |
| 10 | The Visitor                            |                 | 4 dicembre 1970   |                 |
| 11 | My Son, the Sitter                     |                 | 11 dicembre 1970  |                 |
| 12 | From Butch, with Love                  |                 | 18 dicembre 1970  |                 |
| 13 | The Humanization of Herbert T. Peabody |                 | 25 dicembre 1970  |                 |
| 14 | A Diller, a Dollar                     |                 | 8 gennaio 1971    |                 |
| 15 | Separate Rooms                         |                 | 15 gennaio 1971   |                 |
| 16 | The Human Fly                          |                 | 22 gennaio 1971   |                 |
| 17 | The Man Who Came to Pasta              |                 | 29 gennaio 1971   |                 |
| 18 | The Art of Relationships               |                 | 5 febbraio 1971   |                 |
| 19 | The Balloon Ladies                     |                 | 12 febbraio 1971  |                 |
| 20 | The Prodigy                            |                 | 19 febbraio 1971  |                 |
| 21 | How Many Candles?                      |                 | 26 febbraio 1971  |                 |
| 22 | The Unknown Factor                     |                 | 5 marzo 1971      |                 |
| 23 | Kid Stuff                              |                 | 12 marzo 1971     |                 |
| 24 | The Communication Gap                  |                 | 26 marzo 1971     |                 |